# Direzione centrale dei servizi civili per l'immigrazione e dell'asilo
Direzione centrale dei servizi civili per l'immigrazione e dell'asilo è una struttura del Dipartimento per le libertà civili e l'immigrazione del Ministero dell'Interno.
Pianifica, attiva e gestisce, tramite le prefetture che stabiliscono convenzioni con enti, associazioni o cooperative, i centri di accoglienza, i centri di accoglienza richiedenti asilo e i centri di identificazione ed espulsione. Inoltre presiede ai servizi di accoglienza alle frontiere, fornendo informazioni e assistenza agli stranieri che intendano presentare domanda di asilo o fare ingresso in Italia per un soggiorno superiore a tre mesi.

## Storia
La Direzione nasce con il DPR 398/01 contenente norme circa la riorganizzazione del Ministero dell'Interno.

## Attività
Assicura l'accoglienza e l'assistenza degli immigrati irregolari che sbarcano sulle coste italiane o che vengono rinvenuti sul territorio nazionale, ospitandoli nei centri di accoglienza (CDA) attivati dalla Direzione centrale a Lampedusa, Bari, Brindisi, Elmas, Caltanissetta, Crotone e Foggia, dove vengono identificati per accertare la loro identità e la loro posizione giuridica, al fine di accertare la legittimità della loro presenza in Italia.
Coloro che invece hanno avanzato richiesta di asilo ma sono risultati privi di documenti di riconoscimento o che si sono sottratti al controllo di identificazione, sono ospitati nei centri accoglienza richiedenti asilo (CARA) di Caltanissetta, Crotone, Foggia, Gorizia, Marsala, Trapani, Valderice, Mazara del Vallo e Castelvetrano, per un periodo variabile di 20 o 35 giorni per consentire l'identificazione o la definizione della procedura di riconoscimento dello status di rifugiato che verrà vagliata dalle commissioni territoriali.
I soggetti destinatari di un provvedimento di espulsione vengono ospitati nei centri CIE di Bari, Bologna, Caltanissetta, Gorizia, Milano, Modena, Roma, Torino, Trapani, Brindisi, Lampedusa e Crotone, dove vengono trattenuti massimo 60 giorni, per l'identificazione e l'espulsione.
È il gestore del Fondo nazionale per le politiche e i servizi dell'asilo, con il quale, il ministro dell'Interno ripartisce gli stanziamenti a favore degli enti locali, che abbiano attivato servizi di assistenza e di integrazione in favore di rifugiati e servizi di accoglienza in favore dei richiedenti asilo. In tale strumento, confluiscono i finanziamenti del fondo europeo per i rifugiati.
Si occupa, infine, del coordinamento di tutti quegli interventi di protezione temporanea da attuare in caso di afflusso massiccio sul territorio nazionale di popolazioni provenienti da situazioni emergenziali dovute a conflitti, disastri naturali o altri eventi di particolare gravità in Paesi non appartenenti all'Unione europea.

## Struttura
- Ufficio I - Pianificazione dei servizi dell'immigrazione e dell'asilo.
- Ufficio II - Centri di accoglienza, di permanenza temporanea e assistenza, di identificazione. strutture polifunzionali
- Ufficio III - Asilo, protezioni speciali e sussidiarie, unità Dublino
- Area IV - Affari finanziari e contabili